# Каролинская золотая лихорадка

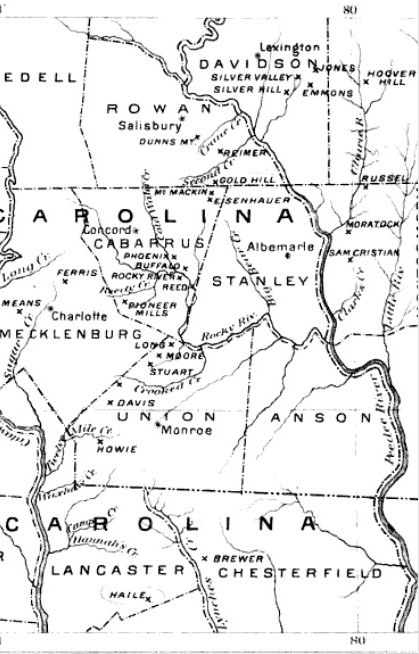
Золотой пояс Каролины с юга на север, шахты: Haile, Brewer, Howie, Stuart, Moore, Long, Means, Pioneer Mills, Reed, Ferris, Rocky River, Buffalo, Phoenix, San Cristian, Concord, Moratock, Eisenhauer, Mt. Mackin, Russel, Gold Hill, Reimer, Dunns Mt., Salisbury, Silver Hill, Emmons, Silver Valley, Hoover Hill и Jones mines

Каролинская золотая лихорадка – первая золотая лихорадка в Соединённых штатах, начавшаяся после того как 12-летний мальчик Конрад Рид в 1799 году нашёл  большой золотой самородок в Северной Каролине. Он нашёл 17-фунтовый (7.7 кг) самородок играя в речке Мидоу на ферме своей семьи в округе Кабаррус:11 , штат Северная Каролина и отнёс его своему отцу, Джону Риду. В этой общине никто не видел золота и люди не поняли настоящей ценности самородка. Несколько лет самородок использовали как дверной упор в доме. В 1802 году Джон Рид показал самородок ювелиру, который понял, что это золото и предложил Риду его продать. Рид, всё ещё не зная настоящей цены самородка, продал его ювелиру за 3,5 доллара ($63.3 в ценах 2020 года), что в то время составляло недельную плату для работника на ферме.    
Узнав о наличии золота на своей земле, Джон Рид создал общество с Фредериком Кисором, Джеймсом Лавом и Мартином Фифером. В 1803 году товарищи нашли самородок весом в 28 фунтов (13 кг). Местные газеты быстро разнесли новость, землевладельцы округа стали искать золото на своей земле. Практически вся земля находилась в частной собственности и начало золотой лихорадки положили фермеры, которые каждый год искали золото в конце сезона. Фермеры занимались только промыванием породы в поисках золотого песка в ручьях. К концу 1820х годов россыпные месторождения стали истощаться и в 1825 году Маттиас Бэринджер в округе Монтгомери штата Северная Каролина выкопал первую золотую шахту для разработки кварцевой золотой жилы (ныне г. Монтгомери в округе Стенли). С развитием шахт стала необходимой профессия горняка, так как вопросы копки туннелей и вентиляции были неизвестны местным фермерам
. 
В 1824 году 2,5 тыс. унций золота было передано на монетный двор Фильдельфии.        
В 1828 году в штате Джорджия было найдено золото, через два года там тоже началась золотая лихорадка которая стала отвлекать шахтёров из Северной Каролины.
В 1830 годах добыча россыпных месторождений практически полностью уступила место более технической добыче в шахтах, что привлекало иммигрантов из южной Англии. В Корнуоллском регионе десятилетиями велись разработки меди и олова в глубоких шахтах, но к началу 19 века эти месторождения истощились. Узнав о новых возможностях, появившихся в Северной Каролине многие корнуолльские шахтёры эмигрировали туда в поисках работы, принося с собой свой опыт. Некоторые из золотых шахт в Каролине похожи по устройству на старые шахты в Корнуолле. Опыт корнуолльских шахтёров распространился на весь регион Каролинского пласта. Многочисленные опытные горняки Каролины, перебравшись на запад, внесли свой вклад  в развитие золотой лихорадки в Калифорнии, начавшейся в 1849 году.
Золотая шахта Рида была внесена в список национальных исторических памятников США.
В 1835 году президент США Эндрю Джексон подписал закон об открытии трёх филиалов монетных дворов: в Шарлотте, штат Северная Каролина, и Далонеге, штат Джорджия для чеканки золотых монет из недавно обнаруженного  золота и в Новом Орлеане, штат Луизиана.